# Pardeeville
Pardeeville is een plaats (village) in de Amerikaanse staat Wisconsin, en valt bestuurlijk gezien onder Columbia County.

## Demografie
Bij de volkstelling in 2000 werd het aantal inwoners vastgesteld op 1982.
In 2006 is het aantal inwoners door het United States Census Bureau geschat op 2086, een stijging van 104 (5,2%).

## Geografie
Volgens het United States Census Bureau beslaat de plaats een oppervlakte van
5,9 km², waarvan 5,2 km² land en 0,7 km² water. Pardeeville ligt op ongeveer 267 m boven zeeniveau.

## Plaatsen in de nabije omgeving
De onderstaande figuur toont nabijgelegen plaatsen in een straal van 20 km rond Pardeeville.

## Geboren
- Gerald Smith (1898-1976), ultra-rechtse politicus